# Emil Botta
Emil Botta (Adjud, 15 settembre 1911 – Bucarest, 24 luglio 1977) è stato un attore, poeta e prosatore rumeno.
Figlio di un medico di nome Theodor e fratello di Dan Botta poeta anch'egli.
Nel 1929 si iscrive al conservatorio di arte drammatica a Bucarest Conservatorul de Artă Dramatică din București che termina nel 1932. Diventa attore al Teatro Nazionale di Bucarest, dopo aver trascorso anni sulle scene di provincia, e prende parte in ruoli di primo piano in opere come l'Otello (Iago), Macbeth (Macbeth) ecc.
Ha recitato nel primo film della cinematografia rumena Se aprind făcliile (1939), poi in Viața nu iartă (1958), Erupția 1958, Când primăvara e fierbinte (1961), S-a furat o bombă (regia, Ion Popescu Gopo) (1961), Pași spre lună, Pădurea spânzuraților (regia: Liviu Ciulei) (1964), La sommossa (1965), De-aș fi...Harap alb (1965), Șah la rege (1965), I daci (1966), Faust XX 1966, Subteranul (1967), Columna (1968), Mastodontul (1975), Premiera (1976).
La sua carriera di attore fu segnata dall'alcolismo, ma questo non gli impedì di scrivere poesie e prose venendo oggi ricordato come uno tra i maggiori personaggi della letteratura rumena degli anni '60.